# Jerzy Teliga
Jerzy Teliga (ur. 12 kwietnia 1914 w Kamiennej, zm. 15 sierpnia 1994) – polski inżynier i działacz społeczny, pracownik Biura Odbudowy Stolicy, wykładowca Politechniki Warszawskiej, w latach 1952–1956 poseł na Sejm PRL I kadencji.

## Życiorys
Urodził się w rodzinie kolejarskiej w dzisiejszym Skarżysku-Kamiennej. Ukończył studia na Wydziale Inżynierii Politechniki Warszawskiej ze stopniem magistra inżyniera budownictwa wodnego, po czym pracował jako kreślarz w Towarzystwie Osiedli Robotniczych. W 1937 był członkiem założycielem Klubu Demokratycznego w Warszawie. W 1939 bronił Warszawy, służąc w Batalionach Robotniczych. W 1945 podjął współpracę ze spółdzielnią budowlaną „Zjednoczenie” w Opolu. Pracował również w Biurze Odbudowy Stolicy oraz „Mostostalu". Nadzorował m.in. budowę mostu Śląsko-Dąbrowskiego i montaż Kolumny Zygmuntowskiej w Warszawie. Pracował na Politechnice Warszawskiej jako asystent (od 1954 zastępca profesora).
Aktywny w stołecznym Stronnictwie Demokratycznym. Pracownik Biura Odbudowy Stolicy. W 1952 uzyskał mandat posła na Sejm I kadencji w okręgu Mińsk Mazowiecki. Zasiadał w Komisjach Gospodarki, Komunalnej i Mieszkaniowej oraz Przemysłu. Po odejściu z polityki kontynuował pracę naukową na Politechnice Warszawskiej, od 1961 był starszym wykładowcą, w 1968 obronił rozprawę doktorską Granice racjonalnego stosowania drewna w budownictwie wiejskim (przygotowaną pod kierunkiem prof. Ignacego Tłoczka). W 1974 mianowany został docentem. Przygotowywał pracę habilitacyjną Konstrukcje budowlane w konserwacji zabytków architektury. Na emeryturę przeszedł w 1984. Współpracował z pracowniami konserwacji zabytków.
Odznaczony m.in. Krzyżem Kawalerskim i Oficerskim Orderu Odrodzenia Polski.

## Publikacje
- Opactwo o.o. cystersów w Wąchocku: metody zabezpieczenia statycznego i restauracji murowanych konstrukcji zabytkowych – prostowanie ściany, Warszawa 1972.
- Konstrukcje budowlane w ochronie zabytków architektury, Ośrodek Dokumentacji Zabytków, Warszawa 1980